# Puits de Sangatte

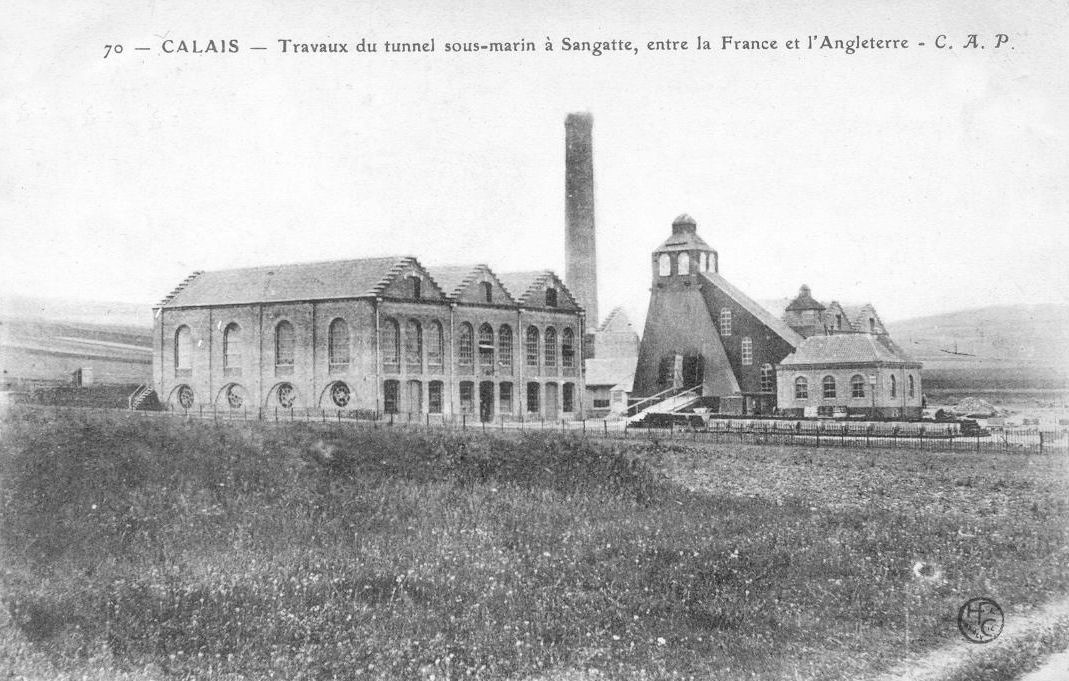
De bedrijfsgebouwen voor het boren van de schacht van 1874

De Puits de Sangatte is een verzameling schachten op het grondgebied van de in het departement Pas-de-Calais gelegen plaats Sangatte. Deze schachten zijn niet toegankelijk.

## Geschiedenis
De schachten hebben te maken met -al dan niet geslaagde- pogingen om een onderzeese tunnel onder het Nauw van Calais, tussen Frankrijk en Engeland, aan te leggen. Naast technische problemen speelden ook financiële en politieke problemen een belangrijke rol bij het al dan niet welslagen van de pogingen.

### Eerste campagne
Nadat in het verleden diverse plannen waren ontvouwd om een dergelijke tunnel aan te leggen, en men de technische kennis voldoende achtte, werd eind 19e eeuw serieus met de tunnelbouw begonnen, wat leidde tot een tweetal schachten.
- In 1874 werd een schacht gegraven om de ondergrond te verkennen.
- In 1878 werd een schacht van 88,7 meter diepte gegraven, en een horizontale gang van 1839 meter lengte. In 1883 werden de werkzaamheden stopgezet.

### Tweede campagne
- In 1974 werd een helling van 150 meter lengte en een gang van 400 meter lengte aangelegd. Door een economische crisis werden de werkzaamheden stopgezet in 1975.

### Derde campagne
- In 1987 werd, evenals in Engeland, een schacht aangelegd van waaruit de uiteindelijke Kanaaltunnel werd geboord. De schacht in Sangatte is 65 meter diep en heeft een binnendiameter van 67 meter.